# Quellenstraße (Wien)
Die Quellenstraße befindet sich im 10. Wiener Gemeindebezirk Favoriten. Sie wurde 1906 nach dem 1874 hier neu errichteten Wasserbehälter der I. Wiener Hochquellenwasserleitung benannt. Davor hieß sie seit 1864 Quellengasse.

## Lage und Charakteristik

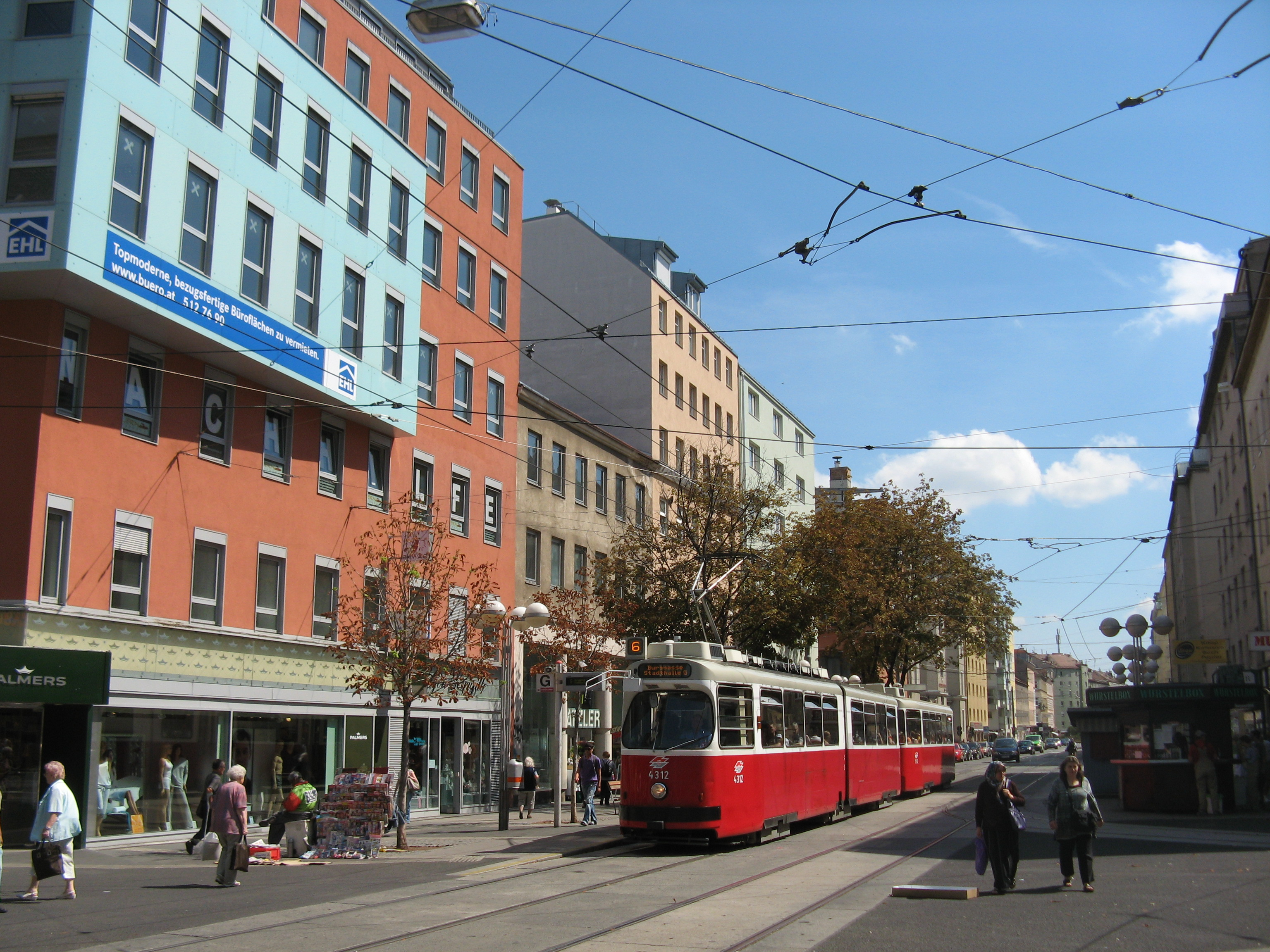
Quellenstraße mit Straßenbahnlinie 6

Die Quellenstraße bildet die historische Hauptachse Favoritens in ost-westlicher Richtung. Sie beginnt am Fuße des Laaer Berges bei der heutigen Autobahn Südosttangente Wien im Osten und verläuft geradlinig bis zur Triester Straße im Westen. Kurz vor ihrem Ende biegt sich die Straße leicht in nordwestliche Richtung und endet in einer platzartigen Erweiterung vor der Triester Straße. Im Lauf der Quellenstraße liegen der Gellertplatz und der Quellenplatz. Die Quellenstraße schneidet die großen Ausfallstraßen nach Süden Favoritenstraße und Laxenburger Straße, ist aber keine wirkliche Durchzugsstraße, sondern weist für eine Straße dieser Größenordnung ein relativ geringes Aufkommen an Autoverkehr auf, der sich hauptsächlich auf Anrainerverkehr beschränkt. Auf weiten Strecken der Straße befindet sich Baumbestand, großteils nur auf einer Straßenseite. Im zentralen Bereich um die Favoritenstraße ist die Quellenstraße Fußgängerzone. Zwischen der Absberggasse und der Knöllgasse, also fast in ihrem ganzen Verlauf, wird die Quellenstraße von der Straßenbahnlinie 6 befahren, zwischen Absberggasse und Laxenburger Straße auch von der Straßenbahnlinie 11. Bei der Kreuzung mit der Favoritenstraße liegt ein Abgang zur U-Bahn-Station Reumannplatz der U1.
Die Quellenstraße mit ihren etwas über 200 Hausnummern weist eine gute Infrastruktur auf. Die sehr lebendig wirkende Straße besitzt zahlreiche kleine Geschäftslokale und Gastwirtschaften, die teilweise von türkischen Geschäftsleuten geführt werden. Zum großen Fußgängeraufkommen trägt auch die Nachbarschaft zum Bauernmarkt in der Leibnizgasse bei. Die Bebauung besteht großteils aus Wohnhäusern, die vom Ende des 19. Jahrhunderts und vom Beginn des 20. Jahrhunderts stammen, manche davon noch mit erhaltenem Fassadendekor. Daneben finden sich große städtische Wohnhausanlagen aus der Zwischenkriegszeit und moderne Wohnbauten. Mehrere Schulen und Kindergärten sowie Kirchen liegen ebenfalls an der dicht verbauten Quellenstraße, die in ihrem Endbereich auch eine Grünanlage, den Alois-Greb-Park, aufweist. Die östliche Quellenstraße bildet den Rand des Kretaviertels.

## Bauwerke

### Nr. 11: Notkirche St. Josef
An der Stelle der heutigen modernen Wohnhausanlage befand sich ehemals die Notkirche St. Josef. Im Jahre 1925 wurde auf Nummer 9 eine erste Notkirche errichtet, die 22 Meter lang war. Sie brannte 1933 teilweise ab und wurde 1934 erneuert, wobei sie von Kardinal Theodor Innitzer dem Heiligen Josef geweiht wurde. Priester aus der Kongregation der Missionare von der Heiligen Familie übernahmen ab 1937 die seelsorgerliche Betreuung. Nachdem diese Kirche am 13. Februar 1945 durch einen Bombenangriff zerstört wurde, wurde eine ehemalige Gefangenenbaracke in der Quellenstraße 11 zur Verfügung gestellt. Einziger Schmuck des bescheidenen Gotteshauses war das Hochaltarbild Der Tod des heiligen Josef von Maria Zausner aus dem Jahr 1946.

### Nr. 24: Wasserhebewerk Laaer Berg
1874 wurde hier für die I. Wiener Hochquellenwasserleitung der Wasserbehälter Am Laaer Berg errichtet, der der Straße auch ihren Namen gab. Gemeinsam mit dem bereits bestehenden Wasserreservoir am Wienerberg sicherte er die Versorgung Favoritens mit Trinkwasser. 1970 wurde im Zuge der 3. Wiener Wasserleitung das neue Wasserhebewerk Laaer Berg, das zur Gudrunstraße hin liegt, fertiggestellt, das nunmehr 57.000 Kubikmeter Wasser speichern konnte. Das zur Quellenstraße hin liegende alte Wasserreservoir, das beschädigt war, wurde erneuert und vergrößert.

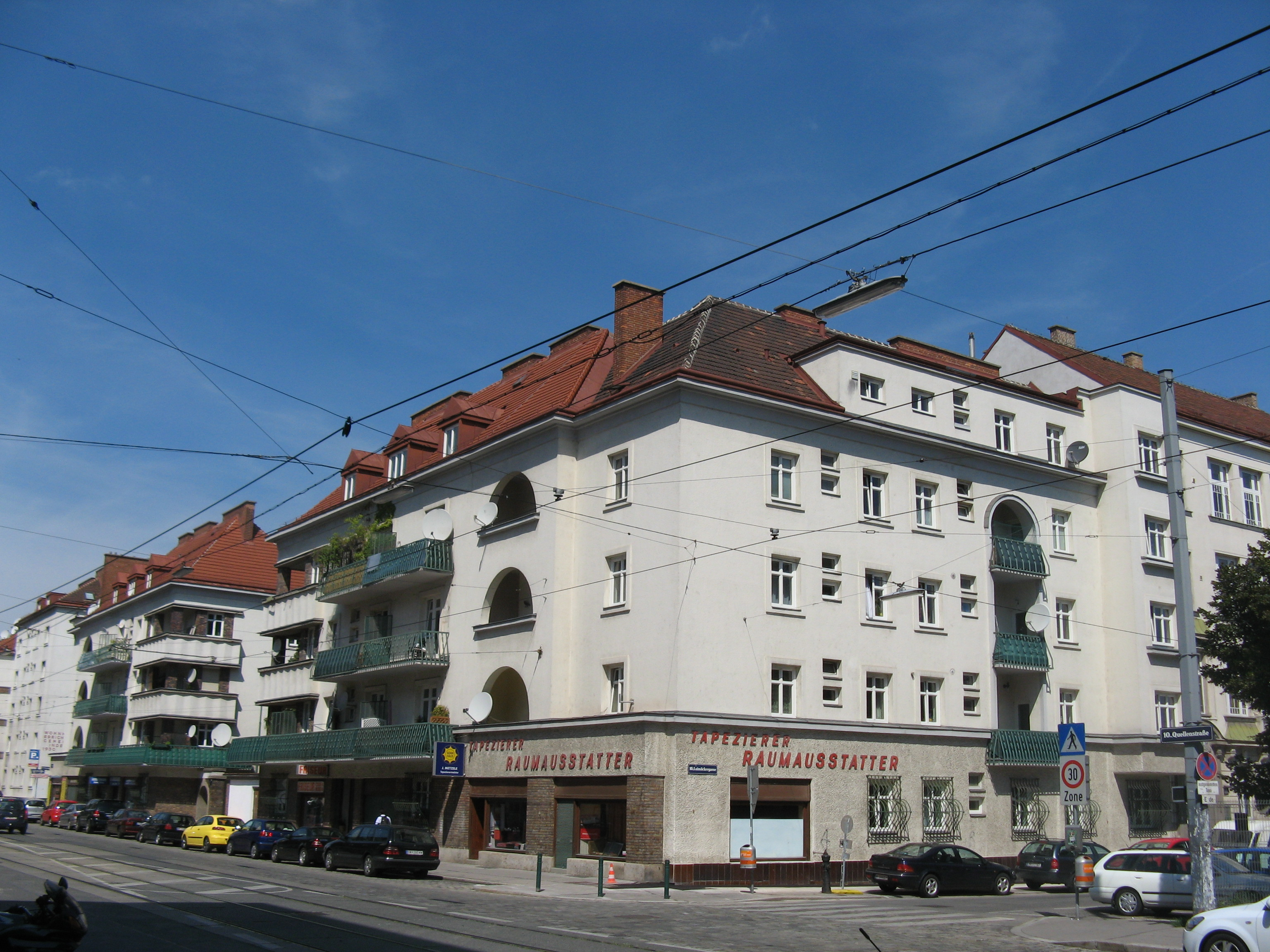
Wohnhausanlage Quellenstraße 24A (1928–1929)

### Nr. 24A: Wohnhausanlage der Stadt Wien
In den Jahren 1928–1929 wurde die städtische Wohnhausanlage von Max Hans Joli errichtet. Sie ist in Blockrandverbauung um einen großen Innenhof gestaltet und liegt zwischen Quellenstraße, Laimäckergasse, Chiarigasse und Wilczekgasse. Der Komplex bietet Platz für 176 Wohnungen. Die symmetrische Anlage wird durch einen erhöhten Mittelrisalit mit durch Rundbögen abgeschlossenen Loggienreihen, Eckloggien, Balkonen und das mit Klinkern verblendete Erdgeschoß gekennzeichnet. In den Bau integriert wurde eine bereits 1910–1914 errichtete Schule an der Laimäckergasse 18, die heute als Kindergarten dient. Hier finden sich Bauplastiken eines Mädchens und eines Knaben sowie Reliefs zu den Themen Arbeit und Spiel. An der Quellenstraße liegt im Erdgeschoß eine Geschäftszone.

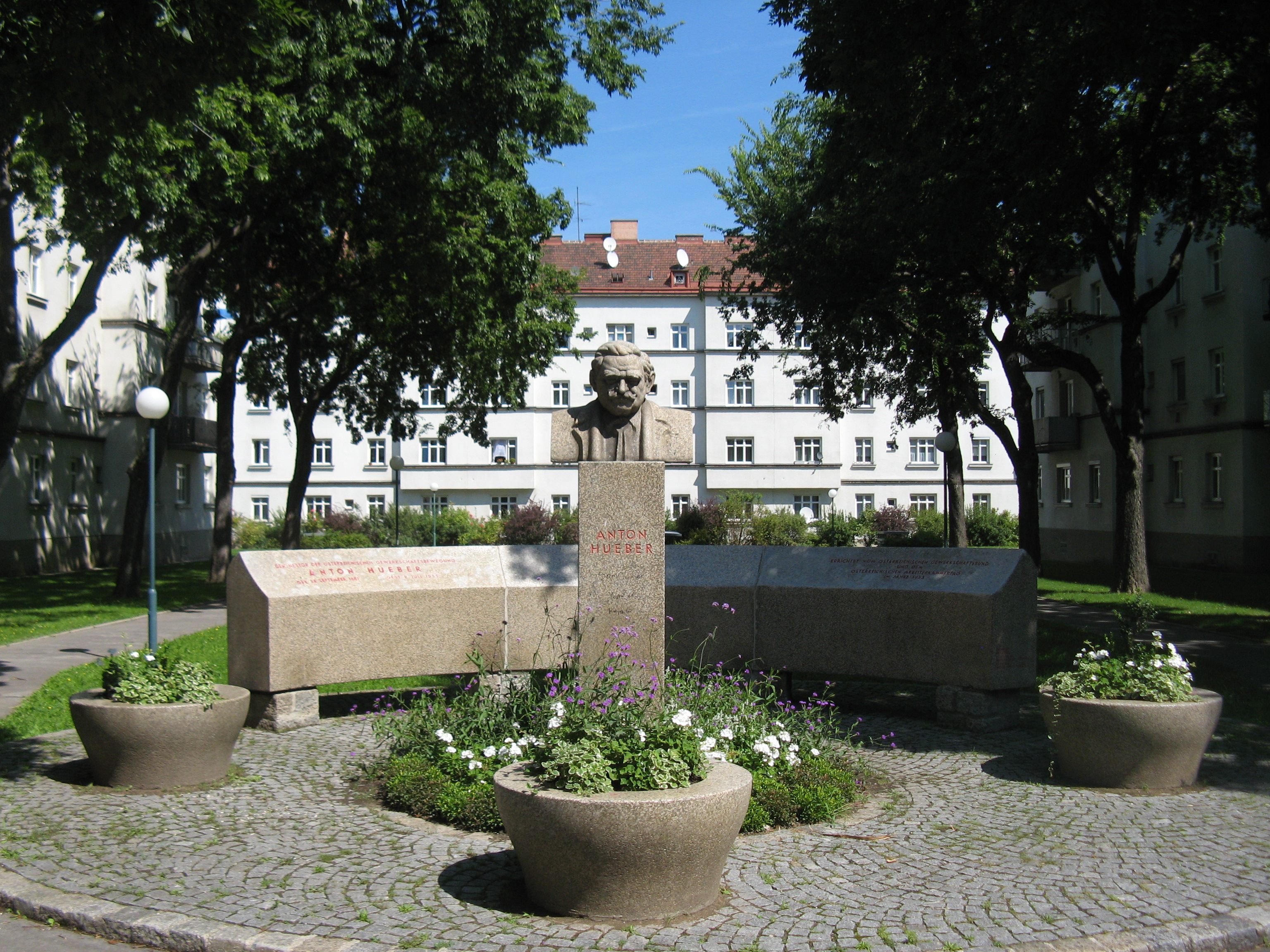
Hueber-Hof mit Hueber-Denkmal von Mario Petrucci (1953)

### Nr. 24B: Hueber-Hof
Die Wohnhausanlage der Gemeinde Wien wurde 1930–1931 von Alfred Chalousch und Heinrich Schopper erbaut. Sie umfasst 475 Wohnungen in Blockrandverbauung um einen großen Innenhof und liegt zwischen Quellenstraße, Wilczekgasse, Erlachgasse und Steudelgasse. Inmitten des begrünten Innenhofes befinden sich weitere drei freistehende Wohntrakte. Die lange, ansonsten schlichte Fassade wird durch überhöhte Eckpavillons und die mittlere mit Klinkern verkleidete Portalgruppe gegliedert. An der Einfahrt befindet sich noch das originale Gitter.
1949 wurde die Wohnhausanlage nach dem Gewerkschaftsführer und sozialdemokratischen Politiker Anton Hueber Hueber-Hof benannt. In der Toreinfahrt befindet sich eine Gedenktafel an ihn. Dahinter liegt im Hof eine repräsentative Denkmalanlage mit der Porträtbüste Huebers von Mario Petrucci aus dem Jahr 1953.

### Nr. 45: Quellenapotheke
Diese Apotheke, deren Gründung 1908 beschlossen wurde, ist seit 1909 in Betrieb. Erster Betreiber war Franz Pietschmann, dem 1948 Artur Pietschmann folgte.

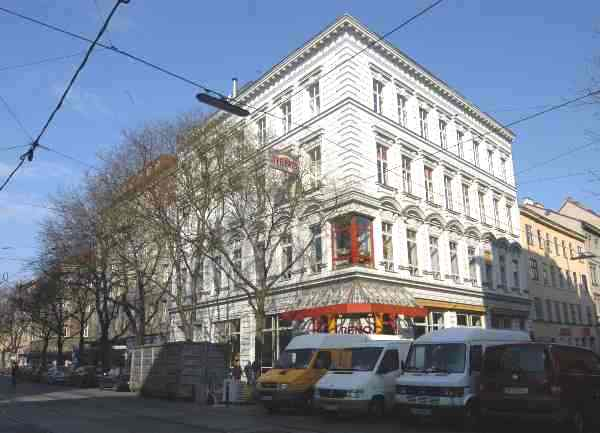
Ehemalige tschechische Schule, Quellenstraße 72

### Nr. 51: Central European University
Im Herbst 2019 nahm die Central European University (CEU) auf einer Fläche von 12.000 Quadratmetern den Lehrbetrieb auf.

### Nr. 72: Ehemalige Komenský-Schule
Hier befand sich seit 1883 die erste tschechische Volksschule des Schulvereins Komenský samt Kindergarten, da die Gegend um die Quellenstraße ein Zentrum der zugewanderten Tschechen in Wien war. 1908 wurde sie durch eine gewerbliche Fortbildungsschule erweitert. Da nach dem Zweiten Weltkrieg die Zahl der Tschechischsprechenden stark gesunken war, wurde die Schule hier nicht mehr weitergeführt. An die tschechische Vergangenheit des Gebäudes erinnert heute nur mehr eine Gedenktafel aus dem Jahr 1955 für die tschechischen und slowakischen Widerstandskämpfer während der Kriegszeit.

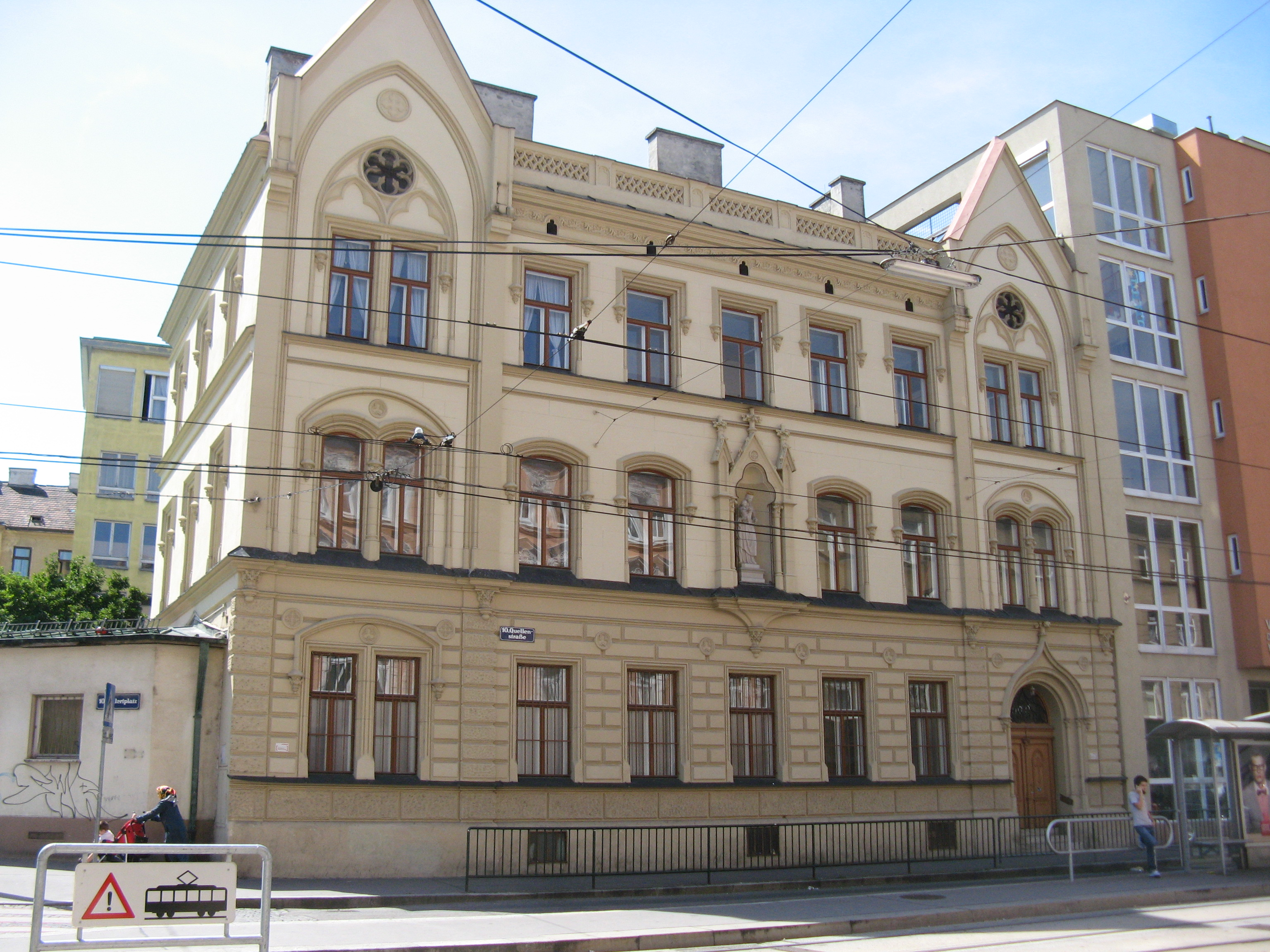
Waldkloster (1891), Quellenstraße 87

### Nr. 87: Klosterkirche St. Josef
1870–1871 wurde hier eine Niederlassung der Schwestern vom Göttlichen Erlöser, das sogenannte Waldkloster, gegründet. 1872 baute man eine Schule und eine Kapelle, die 1945 zerstört wurden. 1891 folgte das heute noch bestehende Schulhaus auf Nummer 87, das eine reich gegliederte Fassade in gotisierendem Dekor besitzt. In der Mitte befindet sich eine Ädikulanische mit einer Madonnenfigur.
Daran anschließend, bereits auf dem Gellertplatz, wurde 1961–1962 die Klosterkirche zum Heiligen Josef errichtet. Der schlichte, aber helle Saalbau stammt von Helene Koller-Buchwieser. Im Inneren befinden sich ein holzverschaltes Satteldach, eine durchgehende Orgelempore und ein gerade geschlossener, eingezogener Chor. Ins Auge fällt vor allem ein großes Betonglasfenster von Adolfo Winternitz im Chor. Ebenfalls die gesamte Raumhöhe wird vom Altarbild auf Stuccolustro von Sepp Mayrhuber eingenommen, das 1965 geschaffen wurde und neben dem Kruzifix Szenen des ägyptischen Josef und des Heiligen Josef zeigt. An weiterem Bildschmuck sind in der Kirche die Figur der Maria, Königin der Welt von Franz Eisenhut und des Heiligen Antonius von Padua, signiert mit H. S., sowie die Kreuzwegbilder in Bronzereliefs von Susana C. Polac zu sehen. Die Orgel aus dem Jahr 1964 stammt von Dreher & Reinisch.

### Nr. 99: Mosaike
Am Eckhaus zur Herndlgasse aus der Nachkriegszeit befinden sich zwei Mosaikbilder, die das Thema Wasser in seinen vielfältigen Erscheinungsformen thematisieren.

### Nr. 116: Relief
Am modernen Wohnhaus Ecke Herzgasse befindet sich in Anlehnung an den Namen der Quellenstraße ein Reliefbild mit dem Titel Die Quelle.

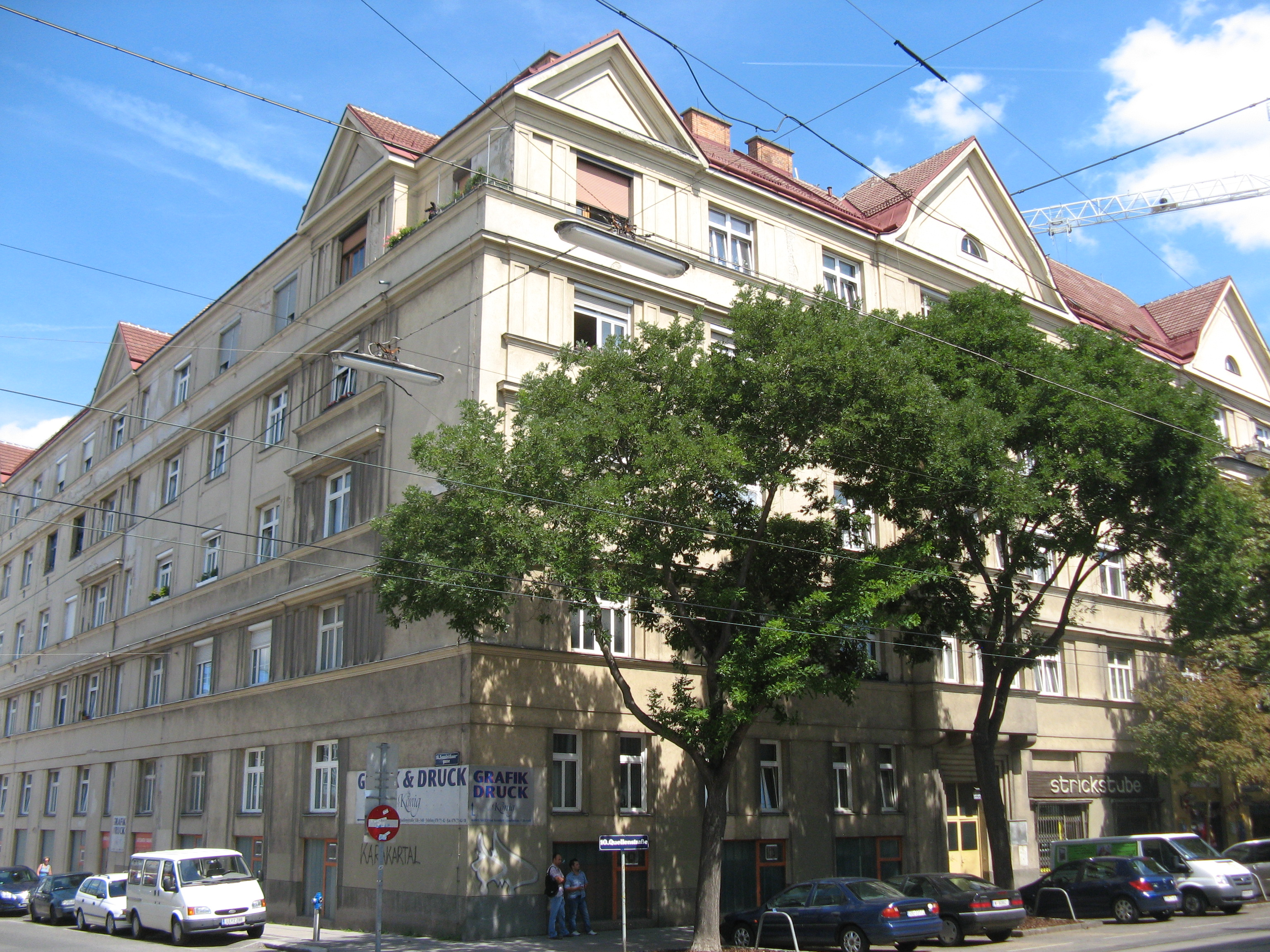
Zinshausblock (1914–1915), Quellenstraße 138–140

### Nr. 134–136 und 138–140: Zinshausblock
Der aus zwei gleichartigen Gebäuden bestehende Zinshausblock wurde 1914–1915 von Adolf Oberländer für die städtischen Straßenbahnen der Gemeinde Wien errichtet. Die symmetrische Front wird durch Gesimse und übergiebelte Risalite gegliedert. Der geschlossene Baublock, bei dem aber im Inneren das traditionelle Gangküchensystem beibehalten wurde, bildet eine Vorstufe der späteren Gemeindebauten der Zwischenkriegszeit.

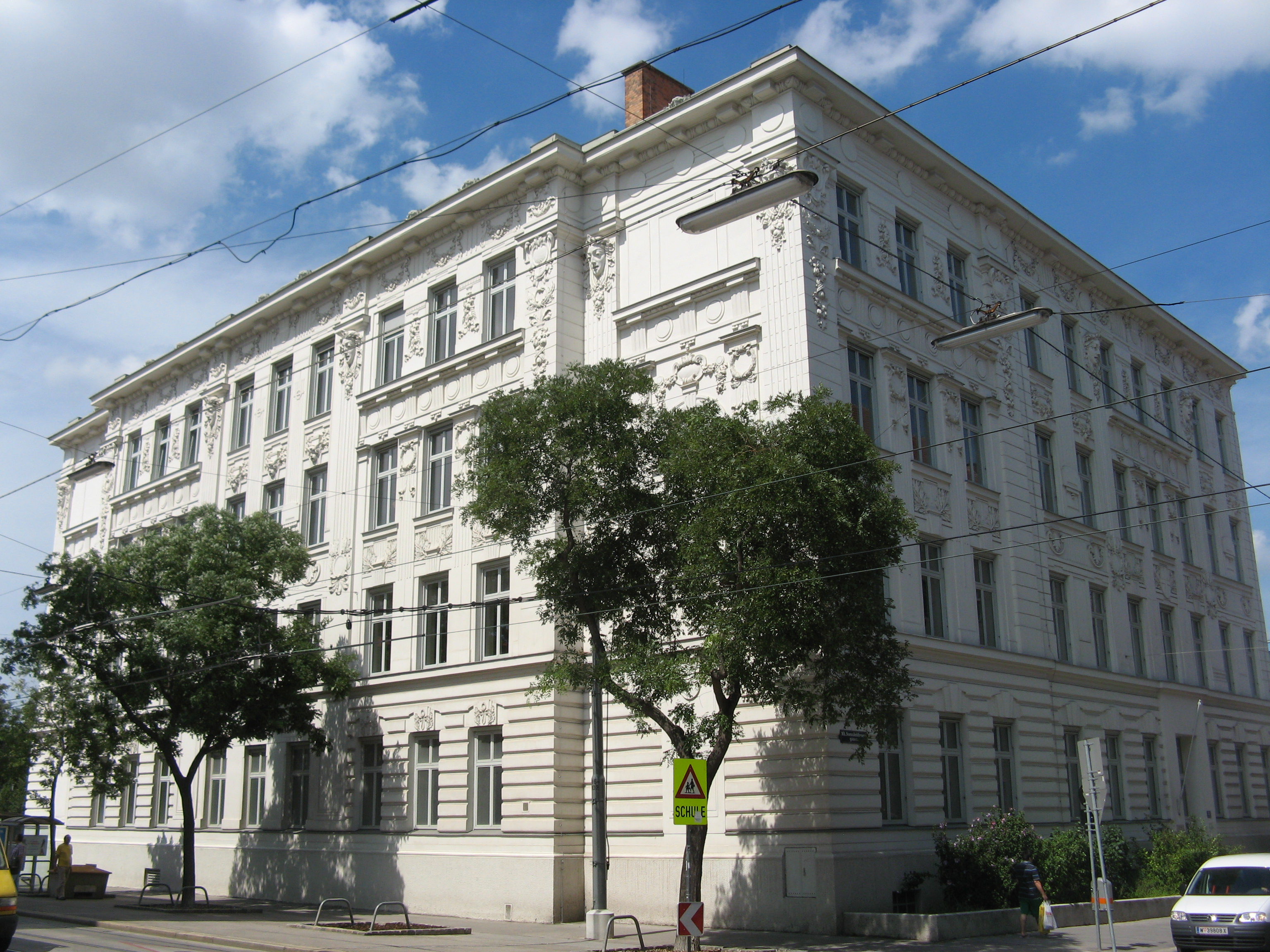
Sonderschule (1903), Quellenstraße 142

### Nr. 142: Volksschule Bernhardtstal
Die Volksschule Bernhardtstal wurde 1903 erbaut. Es handelt sich um einen freistehenden Ständerbau, der reiches sezessionistisches Reliefdekor zeigt. Das Gebäude liegt an der Sonnleithnergasse 32.

### Nr. 149: Ehemalige Maschinenfabrik Gläser
Eines der wenigen noch erhaltenen Industriebauwerke an der Quellenstraße ist die ehemalige Maschinenfabrik H. R. Gläser. Das in Sichtziegeln gestaltete Bauwerk nimmt den ganzen Häuserblock ein und wirkt trotz unterschiedlicher Entstehungszeiten und Architekten dennoch einheitlich und zusammengehörend. Die Fassaden zur Quellenstraße sind alle übergiebelt. Als erstes entstand 1888–1889 die Werkshalle durch Oskar Laske senior. 1904 folgte das Wohnhaus und schließlich 1909 das Bürogebäude durch die Baumeister Alphart und Wagner. Zur Buchengasse hin lag die ehemalige Schlosserei und das Magazin, im Hof der Schlot. Heute befindet sich in dem Gebäude die Gebietsbetreuung Innerfavoriten der Stadt Wien.

### Nr. 154–160: Weberhäuser

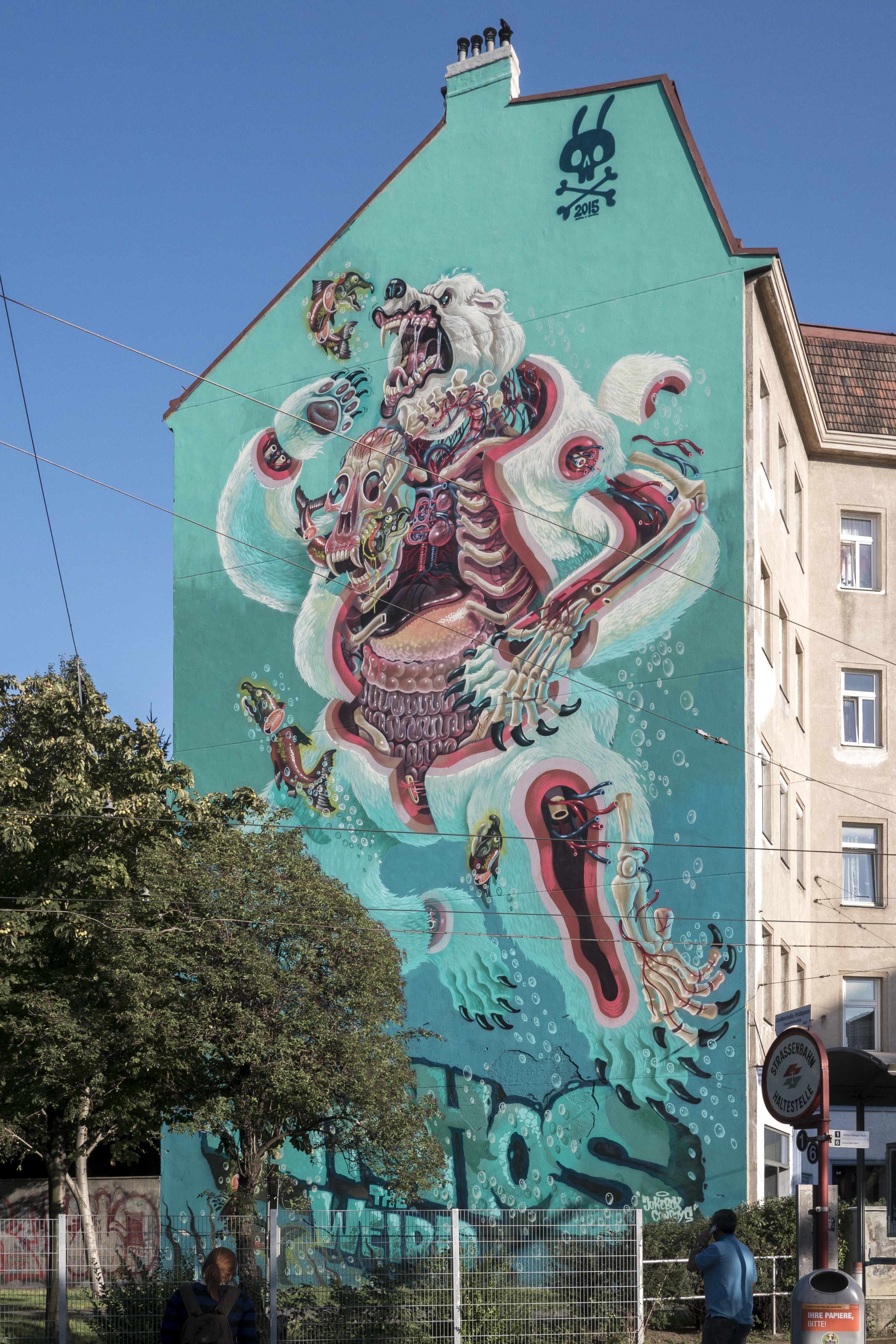
Quellenstraße 156, Fassadenmalerei

Diese Häuser sind die Reste eines 1911 erbauten Zinshauskomplexes, das nach seinem Bauherren, dem Fuhrwerksbesitzer Karl Weber benannt wurde. Haus Nr. 158 wurde Ende der 1960er-Jahre für den Straßenbahndurchbruch vom Matzleinsdorfer Platz in die Knöllgasse abgerissen, die Straßenbahn führt nunmehr an zwei Feuermauern vorbei. Im Haus Nr. 156 befand sich ein Kinosaal, der seit 1974 an die Evangeliumsgemeinde, eine evangelikale Freikirche, die zum Bund evangelikaler Freikirchen in Österreich gehört, verpachtet wird. Seit 2015 findet sich an der westlichen Mauer zudem eine überdimensionale Fassadenmalerei, gezeichnet mit Nychos und The Weird.

### Nr. 169: Sgraffito
Am Haus Nummer 169 aus der Nachkriegszeit befindet sich ein mit WAK gezeichnetes Sgraffito, das eine Szene mit Quelle und Brunnen zeigt.

### Nr. 197: Kirche Königin des Friedens
Die einstige Notkirche wurde seit 1924 von den Pallottinern betreut. 1934–1935 entstand an deren Stelle der heutige Kirchenbau samt Kloster, Pfarrsaal und Pfarrkanzlei nach Plänen von Robert Kramreiter. Der Eingang der Kirche und deren Vorderfront liegt an der Buchengasse.

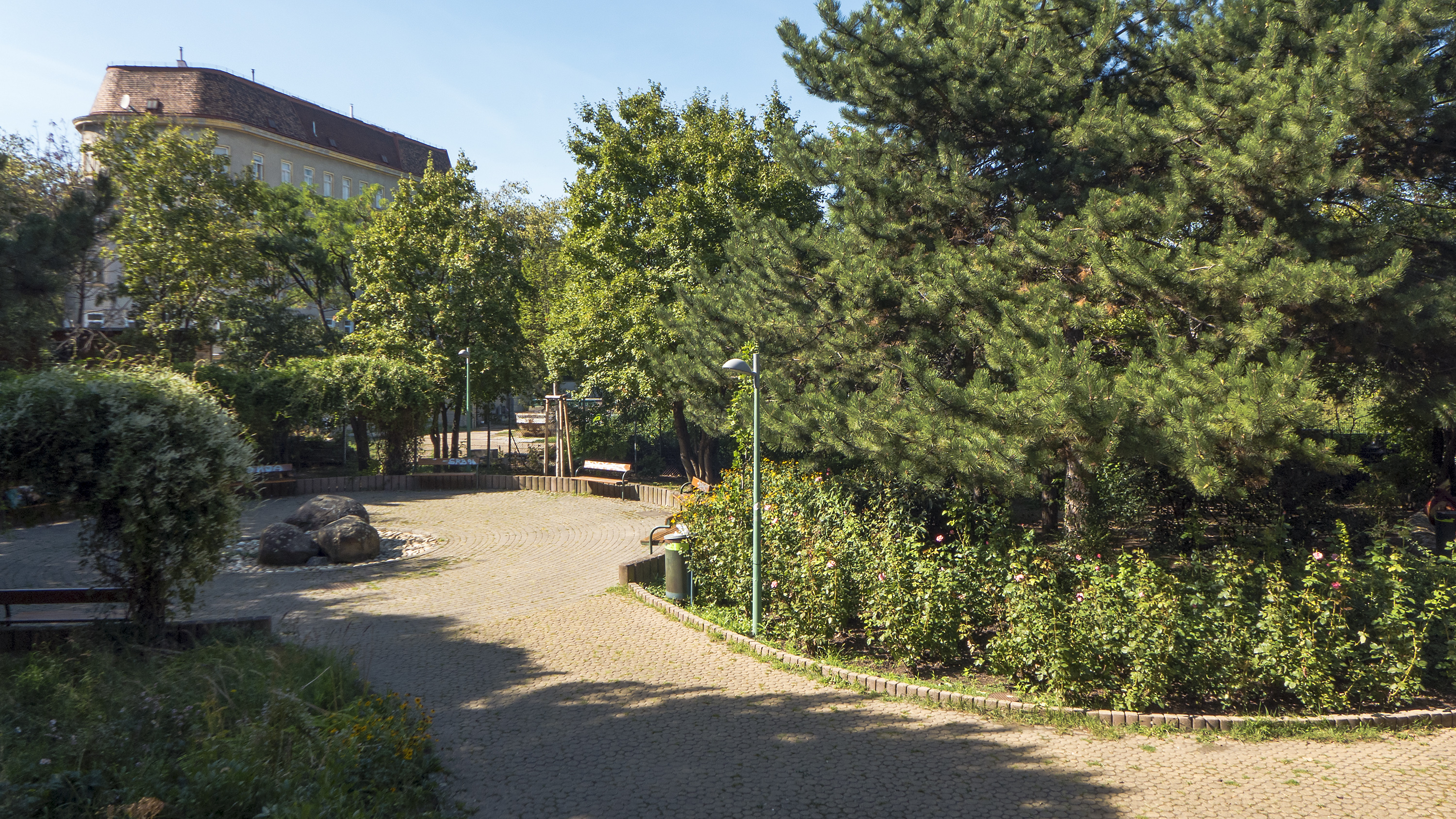
Alois-Greb-Park

### Alois-Greb-Park
Gegenüber der Kirche Königin des Friedens befindet sich zwischen Quellenstraße und Evangelischem Friedhof Matzleinsdorf diese Grünanlage. Sie wurde 1993 nach dem Priester und Jugendseelsorger Alois Greb (1897–1965) benannt, der lange Jahre an der Notkirche gegenüber tätig war. Neben einem kleinen Ruhebereich mit Sitzbänken steht der Park vorwiegend Kindern und Jugendlichen zur Verfügung, die hier Spielgeräte und einen Fußballplatz vorfinden.